# Піттсвілл (Меріленд)
Піттсвілл (англ. Pittsville) — місто (англ. town) в США, в окрузі Вікоміко штату Меріленд. Населення — 1636 осіб (2020).

## Географія
Піттсвілл розташований за координатами 38°23′41″ пн. ш. 75°24′28″ зх. д. / 38.39472° пн. ш. 75.40778° зх. д. (38.394715, -75.407786).  За даними Бюро перепису населення США в 2010 році місто мало площу 4,35 км², з яких 4,35 км² — суходіл та 0,00 км² — водойми. В 2017 році площа становила 3,95 км², з яких 3,95 км² — суходіл та 0,00 км² — водойми.

## Демографія
Згідно з переписом 2010 року, у місті мешкало 1417 осіб у 591 домогосподарстві у складі 382 родин. Густота населення становила 325 осіб/км².  Було 668 помешкань (153/км²).
Расовий склад населення:
| - 90,3 % — білих - 4,8 % — чорних або афроамериканців - 1,6 % — азіатів - 0,1 % — корінних американців |

До двох чи більше рас належало 2,6 %. Частка іспаномовних становила 1,9 % від усіх жителів.
За віковим діапазоном населення розподілялося таким чином: 23,4 % — особи молодші 18 років, 64,0 % — особи у віці 18—64 років, 12,6 % — особи у віці 65 років та старші. Медіана віку мешканця становила 39,1 року. На 100 осіб жіночої статі у місті припадало 91,0 чоловіків;  на 100 жінок у віці від 18 років та старших — 89,2 чоловіків також старших 18 років.
Середній дохід на одне домашнє господарство  становив 55 694 долари США (медіана — 51 786), а середній дохід на одну сім'ю — 57 809 доларів (медіана — 52 708). Медіана доходів становила 39 167 доларів для чоловіків та 31 944 долари для жінок. За межею бідності перебувало 21,0 % осіб, у тому числі 37,5 % дітей у віці до 18 років та 8,1 % осіб у віці 65 років та старших.
Цивільне працевлаштоване населення становило 645 осіб. Основні галузі зайнятості: освіта, охорона здоров'я та соціальна допомога — 17,7 %, роздрібна торгівля — 16,4 %, мистецтво, розваги та відпочинок — 12,4 %, науковці, спеціалісти, менеджери — 11,9 %.